# Srbi u Mađarskoj
Srbi su jedna od nacionalnih manjina u Mađarskoj.

## Povijest
Srbi su na teritoriju Mađarske prisutni još od srednjeg vijeka. Tijekom Srpske despotovine (od kraja 14. stoljeća do 1459. godine), srpski vladari Stefan Lazarević i nakon njega Đurađ Branković, su naseljavali srpsko stanovništvo iz današnje središnje Srbije u sjeverne krajeve svojih država, a dio i na svoje posjede u Ugarskoj koje su dobili od ugarskog kralja. Dio Srba koji se nakon pada Despotovine našao u Ugaskoj služio je kao pogranična vojska ugarskog kralja.
Nakon Mohačke bitke 1526. godine i poraza ugarske vojske, veliki dio mađarskog stanovništva napušta dijelove pod vlašću Osmanlija, te na njihovo mjesto dolaze Srbi, Šokci, Bunjevci i dio islamiziranog bosanskog stanovništva. Oni postaju glavna vojna snaga Otomanskog carstva na području Panonske nizine. Sljedeće veliko doseljavanje zbilo se 1690. godine, odnosno Velikom seobom Srba pod Arsenijem III. Crnojevićem, kada je današnja Mađarska prešla pod vlast Habsburgovaca. Oko 60.000 (neke procjene idu čak do 185.000) Srba se tada naselilo u Habsburškoj monarhiji, te im je obećana crkveno-školska autonomija u zamjenu da budu austrijski vojnici.
Srpski kulturni preporod se zbivao upravo na teritoriju Ugarske (današnja Mađarska i Vojvodina). Tako je 1826. godine u Pešti osnovana Matica srpska (kasnije preseljena u Novi Sad), najstarija srpska književna, kulturna i znanstvena institucija.

## Demografija

### Popis 2011.
Prema popisu stanovništva koji je u Mađarskoj izvršen 2011. godine, u njoj živi 10.038 Srba, od čega samo 3.708 osoba smatra srpski svojim maternjim jezikom (iako 5.713 osoba navodi da u obitelji koristi srpski jezik).

### Popis 2001.
Prema mađarskim službenim statistikama, u Mađarskoj je 2001. živjelo 7.350 Srba.
4.186 stanovnika Mađarske govori srpski s članovima obitelji ili prijateljima, a 5.279 ima afinitet s kulturnim vrijednostima i tradicijama srpskog naroda.

## Religija
U Mađarskoj djeluje Budimska eparhija Srpske pravoslavne crkve, kojoj pripada mnoštvo crkava i dva samostana:
- Manastir Grabovac, Grábóc
- Manastir Srpski Kovin, Ráckeve

## Položaj Srba u Mađarskoj

### Mediji
Srbi u Mađarskoj imaju svoj tjednik "Srpske nedeljne novine", koje izlaze u Budimpešti. Jednom godišnje, u suradnji sa Zadužbinom Jakova Ignjatovića, izdaje se periodika "Neven", kao prilog "Srpskih nedeljnih novina za kulturu, književnost i umjetnost". Pokraj navedenih novina treba se spomenuti i "Eparhija", časopis Eparhije budimske koji se pojavljuje periodično i Srpski ekran, polusatnu emisija Mađarske televizije na srpskom jeziku. U Pečuhu postoji srpska redakcija Mađarskog radija koja se svakodnevno javlja s emisijom na srpskom jeziku u trajanju od 120 minuta. Također, postoje i Internet radio-stanice SRB (pod pokroviteljstvom Samouprave Srba u Mađarskoj) i Ritam (pod pokroviteljstvom Srpske samouprave u Budimpešti).

### Obrazovanje
Do 1948. godine postojale su javne škole koje su djelovale na srpskom jeziku, ali se širenjem nacionalizacije ili ukidaju ili utapaju s drugim mađarskim školama. Od 1992. godine, Srbi ponovno imaju svoje samostalne škole. Danas u Mađarskoj djeluje škola sa srpskim nastavnim jezikom, Srpsko zabavište, osnovna škola, gimnazija i đački dom „Nikola Tesla“ u Budimpešti. S dvojezičnom nastavom radi osmorazredna Srpska osnovna škola u Batanji. U Lovri i Deski postoji nastava na srpskom jeziku do petog razreda osnovne škole. Kao dopunska, nastava srpskog jezika obavlja se u Százhalombatti, Segedinu, Mađarskom Čanadu i Sentivanu. U Santovu srpska djeca pohađaju hrvatsku osnovnu školu, gdje im se pruža prigoda za upoznavanje srpskog jezika, pisma i književnosti.

### Kultura
- "Srpsko pozorište u Mađarskoj", Lovra
- "Krug", udruga mladih srpskih umjetnika u Mađarskoj, Budimpešta
- KUD "Taban", Budimpešta
- KUD "Banat", Deska
- KUD "Veseli Santovčani", Santovo
- KUD "Lovra", Lovra
- KUD "Opanke", Pomáz
- KUD "Šarenac", Medina

### Zadužbine
- Zadužbina Jakova Ignjatovića, Budimpešta
- Zadužbina Save Tekelije, Budimpešta
- Zadužbina Miloša Crnjanskog, Segedin

## Poznati Srbi
- Miloš Crnjanski, književnik
- Sándor Petőfi, pjesnik i revolucionar
- Arsenije III. Crnojević, patrijarh srpski
- Jelena Vukanović, ugarska kraljica
- Momčilo Tapavica, arhitekta, tenisač (osvajač olimpijske bronce 1896.), dizač utega i hrvač
- Dragomir Dujmov, književnik
- Josif Milovuk, publicist
- Adam Dragosavljević, filolog i pedagog
- Petar Dobrović, slikar i političar
- Sava Tekelija, kulturni i politički radnik
- Petar Milošević, književni kritičar
- Miloš Bogdanović, liječnik
- Lukijan Bogdanović, patrijarh srpski
- Bogoboj Atanacković, književnik i odvjetnik
- Nataša Dušev-Janić, kajakašica
- Bojana Radulović, rukometašica
- Predrag Stepanović, književnik
- Jovan Damjanić, mađarski general i narodni heroj
- Tijana Krivačević, košarkašica
- Ljubinko Galić, pjesnik i srpski pravoslavni svećenik
- Stojan D. Vujičić, književnik
- Jakov Ignjatović, pisac
- Döme Sztójay, političar
- Kornelije Stanković, skladatelj
- Katarina Ivanović, slikarica
- Pavle Davidović, baron i austrijski general
- Milan Rus, skladatelj
- Sava Vuković, političar
- Petar Stojanović, violinist i skladatelj
- Predrag Bošnjak, nogometaš
- Tihomir Vujičić, skladatelj
- Teodor Pavlović, publicist i prevodilac
- Stevan V. Popović, pjesnik, političar i rodoljub
- Mita Popović, pjesnik
- Nikola Dobrović, arhitekt
- Radovan Jelašić, ekonomist
- Joakim Vujić, književnik
- Zoran Stevanović, pjevač, gitarist, skladatelj, dramaturg i tekstopisac
- Dušan Stevanović, skladatelj, dramaturg i tekstopisac
- Mihailo Vitković, pjesnik i odvjetnik
- Georgije Zubković, srpski episkop
- Pavle Julinac, pisac i prevodilac
- Gavrilo Vitković, inženjer i povjesničar
- Ambrozije Janković, slikar
- Jovan Pačić, pjesnik i slikar
- Nemanja Nikolić, nogometaš
- Pavel Đurković, slikar i ikonograf
- Radovan M. Filaković, pjesnik
- Dragana Meseldžija, dječja pjesnikinja[7]

## Vanjske poveznice
- Srpska zajednica u Mađarskoj/Samouprava Srba u Mađarskoj
- Srpske Nedeljne Novine